# Réquista
Réquista est une commune française, située dans le département de l’Aveyron en région Occitanie.

## Géographie

### Localisation
Située dans la moitié sud du département de l'Aveyron, la commune est limitrophe du Tarn.
Réquista se trouve à environ 37 km de Carmaux, 42 km d'Albi et de Saint-Affrique, 48 km de Rodez, 65 km de Millau 79 km de Castres, 120 km de Toulouse et Béziers, et 160 km de Montpellier.

### Communes limitrophes
Les communes limitrophes sont Brasc, Connac, Durenque, Lestrade-et-Thouels, Saint-Jean-Delnous, La Selve, Cadix, Le Dourn et Fraissines.
| La Selve                      | Durenque          | Lestrade-et-Thouels |
| Saint-Jean-Delnous            | Réquista          | Connac              |
| Le Dourn (Tarn), Cadix (Tarn) | Fraissines (Tarn) | Brasc               |

### Climat
Pour des articles plus généraux, voir Climat de l'Occitanie et Climat de l'Aveyron.
En 2010, le climat de la commune est de type climat océanique altéré, selon une étude s'appuyant sur une série de données couvrant la période 1971-2000. En 2020, Météo-France publie une typologie des climats de la France métropolitaine dans laquelle la commune est dans une zone de transition entre le climat océanique altéré et le climat de montagne et est dans la région climatique Sud-est du Massif Central, caractérisée par une pluviométrie annuelle de 1 000 à 1 500 mm, minimale en été, maximale en automne.
Pour la période 1971-2000, la température annuelle moyenne est de 11 °C, avec une amplitude thermique annuelle de 15,2 °C. Le cumul annuel moyen de précipitations est de 1 006 mm, avec 11,3 jours de précipitations en janvier et 7,1 jours en juillet. Pour la période 1991-2020, la température moyenne annuelle observée sur la station météorologique la plus proche, située sur la commune de La Bastide-Solages à 10 km à vol d'oiseau, est de 13,5 °C et le cumul annuel moyen de précipitations est de 950,8 mm,. Pour l'avenir, les paramètres climatiques de la commune estimés pour 2050 selon différents scénarios d'émission de gaz à effet de serre sont consultables sur un site dédié publié par Météo-France en novembre 2022.

## Urbanisme

### Typologie
Au 1er janvier 2024, Réquista est catégorisée bourg rural, selon la nouvelle grille communale de densité à 7 niveaux définie par l'Insee en 2022.
Elle est située hors unité urbaine et hors attraction des villes,.

### Hameaux et lieux-dits
La commune de Réquista couvre une superficie de 59,32 km2. Le bourg de Réquista, chef-lieu de la commune, comptabilise les deux tiers des habitants et le restant se répartit sur les anciennes paroisses de Combradet, L'Hôpital Bellegarde, Lebous, Lincou et Saint-Julien.

### Voies de communication et transports
On accède à Réquista par la D903 en venant d'Albi (ancienne Route nationale 603), la D902 en venant de Rodez au Nord et de Saint-Affrique au Sud (ancienne Route nationale 602), par la D44 en venant de Millau par Villefranche-de-Panat et par la D344 en venant de Trébas.

## Toponymie
En occitan, la commune se nomme Requistar. Ce nom est issu de ric estar, « lieu riche ».

## Histoire

### Moyen Âge
Au temps des guerres de religion, réglant ses comptes avec le vicomte de Panat, seigneur protestant de Castelpers et de Réquista, le duc de Joyeuse pilla la cité.

### Époque contemporaine
Un incendie survenu en 1701 nous prive de vestiges anciens : l'église néogothique date du XIXe siècle, les édifices les plus intéressants se trouvent dans les villages voisins à Lincou et à Saint-Jean-Delnous. En 1832, Connac, Lincou et Le Soulié sont « absorbés » par la commune de Réquista. En 1874, Saint-Jean-Delnous se retire du territoire communal (avec Lédergues). Connac, se retire également et forme une commune à partir de 1879.

## Politique et administration

### Liste des maires
| Période                                  | Période               | Identité                    | Étiquette                       | Qualité |
| ---------------------------------------- | --------------------- | --------------------------- | ------------------------------- | --- |
| Les données manquantes sont à compléter. |                       |                             |                                 | |
| 1881                                     | 1892                  | Émile Carcenac              | Droite                          | Notaire Conseiller général de Réquista (1886 → 1892)                                                                |
| 1892                                     | 1901                  | Xavier Audouard             | SE                              | |
| 1901                                     | 1904                  | Ernest Audouard             | SE                              | |
| 1904                                     | 1906                  | Joseph Cluzel               | SE                              | Médecin |
| 1906                                     | 1907                  | Baptiste Canac              | SE                              | |
| 1907                                     | 1929                  | Joseph Cluzel               | SE                              | Médecin |
| 1929                                     | 1935                  | Pierre Féral (1889-1954)    | SE                              | Docteur en médecine, cultivateur Conseiller d'arrondissement (1931 → 1937)                                          |
| 1935                                     | 1936                  | Jules Maurs                 | SE                              | |
| 1936                                     | 1941                  | Élie Saussol                | SE                              | |
| 1941                                     | 1944                  | Pierre Féral (1889-1954)    | SE                              | Cultivateur Ancien conseiller d'arrondissement (1931 → 1937) Nommé conseiller départemental en 1943                 |
| 1944                                     | mai 1953              | Élie Saussol                | SE                              | |
| mai 1953                                 | mars 1971             | Albert Fournier (1902-1973) | Rad. puis RPF puis UNR puis UDR | Conseiller général de Réquista (1945 → 1970)                                                                        |
| mars 1971                                | mars 1977             | Gabriel Fastré              | SE                              | |
| mars 1977                                | mars 1989             | Gaston Pialat               | SE                              | |
| mars 1989                                | juin 1995             | Marcel Souchon (1935-2018)  | PS                              | |
| juin 1995                                | août 2000 (démission) | Dominique Azam              | UDF                             | Analyste en informatique Conseiller général de Réquista (1986 → 2001) Suppléant du député Jean Briane (1997 → 2002) |
| août 2000                                | mars 2001             | Lucien Bonnevialle          | RPR                             | |
| mars 2001                                | mars 2014             | Éric Bula                   | PS puis DVG                     | Président de la CC du Réquistanais (2001 → 2014)                                                                    |
| mars 2014                                | En cours              | Michel Causse,              | DVD-LR                          | Ancienne profession intermédiaire Président de la CC du Réquistanais (2014 → ) Réélu pour le mandat 2020-2026       |

Club de rugby en fédérale 3 nationale dans le cadre d'une entente de secteur dit du Lévézou
École de rugby

## Population et société

### Démographie
L'évolution du nombre d'habitants est connue à travers les recensements de la population effectués dans la commune depuis 1793. Pour les communes de moins de 10 000 habitants, une enquête de recensement portant sur toute la population est réalisée tous les cinq ans, les populations de référence des années intermédiaires étant quant à elles estimées par interpolation ou extrapolation. Pour la commune, le premier recensement exhaustif entrant dans le cadre du nouveau dispositif a été réalisé en 2004.

En 2022, la commune comptait 1 940 habitants, en évolution de −3,34 % par rapport à 2016 (Aveyron : +0,37 %, France hors Mayotte : +2,11 %).
| 1793  | 1800  | 1806  | 1821  | 1831  | 1836  | 1841  | 1846  | 1851  |
| ----- | ----- | ----- | ----- | ----- | ----- | ----- | ----- | ----- |
| 2 734 | 2 546 | 3 663 | 3 709 | 3 547 | 4 025 | 4 185 | 3 874 | 4 380 |

| 1856  | 1861  | 1866  | 1872  | 1876  | 1881  | 1886  | 1891  | 1896  |
| ----- | ----- | ----- | ----- | ----- | ----- | ----- | ----- | ----- |
| 4 354 | 4 207 | 4 017 | 4 330 | 3 751 | 3 387 | 3 347 | 3 334 | 2 821 |

| 1901  | 1906  | 1911  | 1921  | 1926  | 1931  | 1936  | 1946  | 1954  |
| ----- | ----- | ----- | ----- | ----- | ----- | ----- | ----- | ----- |
| 2 776 | 2 884 | 2 655 | 2 606 | 2 562 | 2 500 | 2 587 | 2 604 | 2 583 |

| 1962  | 1968  | 1975  | 1982  | 1990  | 1999  | 2004  | 2006  | 2009  |
| ----- | ----- | ----- | ----- | ----- | ----- | ----- | ----- | ----- |
| 2 405 | 2 482 | 2 625 | 2 512 | 2 243 | 2 060 | 2 099 | 2 118 | 2 037 |

| 2014  | 2019  | 2022  | - | - | - | - | - | - |
| ----- | ----- | ----- | - | - | - | - | - | - |
| 2 013 | 1 983 | 1 940 | - | - | - | - | - | - |

### Manifestations culturelles et festivités

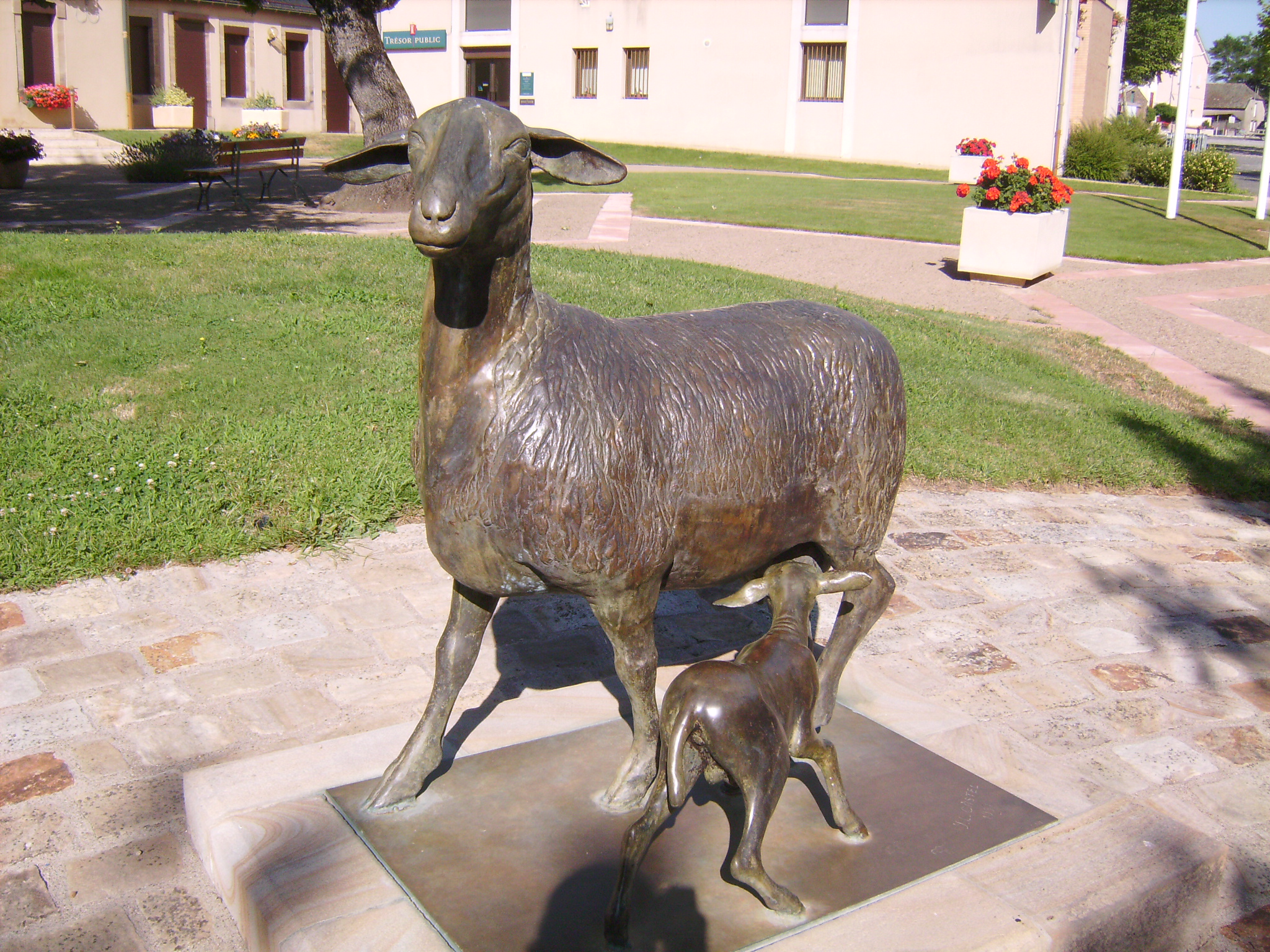
Statue d'une brebis et de son agneau située devant la mairie de Réquista. La brebis étant le symbole de la ville.

Réquista étant le premier canton ovin d’Europe, une fête de la brebis y est organisée tous les ans, le premier dimanche de juin. Une statue d'une brebis et de son agneau est d’ailleurs dressée devant la mairie (image ci-dessous). Tous les lundis matin (le mardi lorsque le lundi est férié), le marché ovin attire les éleveurs de la région ainsi que de nombreux acheteurs venus des départements voisins. Il débute à 9 h avec les agneaux gris, se poursuit par les agneaux exports à 9 h 30, les brebis de réforme à 10 h et les agnelets à 10 h 30. L’instauration de ce marché en 1992 a nécessité la construction d’un local approprié (4 400 m2) qui permet de recevoir un volume annuel de 120 000 têtes environ. Les cotations sont enregistrées hebdomadairement et servent de référence sur le plan national.

#### Festivités
- Marché Ovin tous les lundis (mardi si le lundi est férié).
- Marché hebdomadaire sous la halle couverte de 7 h 30 à 12 h 30 tous les samedis
- Foire mensuelle le deuxième jeudi du mois de 8 h 30 à midi.
- Estofinado (fin mars).
- Fête de la brebis (premier dimanche de juin) - Chaque année au premier dimanche de juin.
- Fête de l'Hôpital Bellegarde l'avant-dernier week-end de juin.
- Brocante vide-grenier marché gourmand à Lincou week-end après le 14 juillet
- Fête de Lincou le premier week-end d'août.
- Grande brocante à Réquista le 3e week-end de septembre.
- Marché de Noël le dernier dimanche de novembre.
- Fête de Saint-Julien (commune de Réquista) avec un loto (vendredi), repas et bal musette (samedi) et bodéga (dimanche) avant-dernier week-end d'août.
- Foire à la brocante et exposition de voitures anciennes. (3e week-end de septembre)
- Feu d'artifice à Lincou et fête votive (premier week-end d'août)
- Nombreux quines (lotos) à Réquista et aux alentours.
- Dégustations de vins à la compagnie des chiais
- Fête de la truite le 15 août (organisée par Lévezou Ségala Aveyron XV)
- Fête votive à Lebous (2e week-end de septembre)

#### Associations locales
- Le moto club de Réquista a un terrain de cross.
- National de pétanque.
- Gala de danse avec les élèves de Josiane Nespoulous.
- Quinzaine commerciale (dernière semaine de juillet et première d'août) organisée par l'Union des Commerçants et Artisans de Réquista

#### Lo Nadalet de Réquista
Nadalet de Réquista est une chanson en occitan écrite par Paul Bonnefous en 1864. Elle est chantée tous les ans à la messe du 24 décembre par la chorale de l’église de Réquista.

## Économie

### Revenus
En 2018  (données Insee publiées en septembre 2021), la commune compte 884 ménages fiscaux, regroupant 1 836 personnes. La médiane du revenu disponible par unité de consommation est de 19 650 € (20 640 € dans le département).

### Emploi
| Division       | 2008  | 2013  | 2018  |
| -------------- | ----- | ----- | ----- |
| Commune        | 4,6 % | 5,8 % | 6,1 % |
| Département    | 5,4 % | 7,1 % | 7,1 % |
| France entière | 8,3 % | 10 %  | 10 %  |

En 2018, la population âgée de 15 à 64 ans s'élève à 1 066 personnes, parmi lesquelles on compte 75 % d'actifs (68,9 % ayant un emploi et 6,1 % de chômeurs) et 25 % d'inactifs,. Depuis 2008, le taux de chômage communal (au sens du recensement) des 15-64 ans est inférieur à celui de la France et du département.
La commune est hors attraction des villes,. Elle compte 956 emplois en 2018, contre 1 012 en 2013 et 1 042 en 2008. Le nombre d'actifs ayant un emploi résidant dans la commune est de 748, soit un indicateur de concentration d'emploi de 127,8 % et un taux d'activité parmi les 15 ans ou plus de 46,6 %.
Sur ces 748 actifs de 15 ans ou plus ayant un emploi, 495 travaillent dans la commune, soit 66 % des habitants. Pour se rendre au travail, 72,9 % des habitants utilisent un véhicule personnel ou de fonction à quatre roues, 0,1 % les transports en commun, 12 % s'y rendent en deux-roues, à vélo ou à pied et 14,9 % n'ont pas besoin de transport (travail au domicile).

### Activités hors agriculture

#### Secteurs d'activités
208 établissements sont implantés  à Réquista au 31 décembre 2019. Le tableau ci-dessous en détaille le nombre par secteur d'activité et compare les ratios avec ceux du département,.
| Secteur d'activité                                                                                        | Commune | Commune | Département |
| Secteur d'activité                                                                                        | Nombre  | %       | %           |
| --- | ------- | ------- | ----------- |
| Ensemble                                                                                                  | 208     | 100 %   | (100 %)     |
| Industrie manufacturière, industries extractives et autres                                                | 46      | 22,1 %  | (17,7 %)    |
| Construction                                                                                              | 30      | 14,4 %  | (13 %)      |
| Commerce de gros et de détail, transports, hébergement et restauration                                    | 61      | 29,3 %  | (27,5 %)    |
| Information et communication                                                                              | 2       | 1 %     | (1,5 %)     |
| Activités financières et d'assurance                                                                      | 6       | 2,9 %   | (3,4 %)     |
| Activités immobilières                                                                                    | 6       | 2,9 %   | (4,2 %)     |
| Activités spécialisées, scientifiques et techniques et activités de services administratifs et de soutien | 18      | 8,7 %   | (12,4 %)    |
| Administration publique, enseignement, santé humaine et action sociale                                    | 24      | 11,5 %  | (12,7 %)    |
| Autres activités de services                                                                              | 15      | 7,2 %   | (7,8 %)     |

Le secteur du commerce de gros et de détail, des transports, de l'hébergement et de la restauration est prépondérant sur la commune puisqu'il représente 29,3 % du nombre total d'établissements de la commune (61 sur les 208 entreprises implantées  à Réquista), contre 27,5 % au niveau départemental.

#### Entreprises
Les cinq entreprises ayant leur siège social sur le territoire communal qui génèrent le plus de chiffre d'affaires en 2020 sont : 
- Societe Fromagere De Requista, fabrication de fromage (34 747 k€)
- CVP Distribution, supermarchés (13 513 k€)
- Voyages Gondran, transports routiers réguliers de voyageurs (1 373 k€)
- Le Relais Des Primeurs, commerce de détail de fruits et légumes en magasin spécialisé (846 k€)
- Soc Exploit Meubles Rouanet, commerce de détail de meubles (610 k€)

### Agriculture
La commune est dans le Segala, une petite région agricole occupant l'ouest du département de l'Aveyron. En 2020, l'orientation technico-économique de l'agriculture  sur la commune est l'élevage d'équidés et/ou d' autres herbivores.
|               | 1988  | 2000  | 2010  | 2020  |
| ------------- | ----- | ----- | ----- | ----- |
| Exploitations | 145   | 107   | 89    | 75    |
| SAU (ha)      | 3 931 | 3 900 | 3 758 | 4 003 |

Le nombre d'exploitations agricoles en activité et ayant leur siège dans la commune est passé de 145 lors du recensement agricole de 1988  à 107 en 2000 puis à 89 en 2010 et enfin à 75 en 2020, soit une baisse de 48 % en 32 ans. Le même mouvement est observé à l'échelle du département qui a perdu pendant cette période 51 % de ses exploitations,. La surface agricole utilisée sur la commune a quant à elle augmenté, passant de 3 931 ha en 1988 à 4 003 ha en 2020. Parallèlement la surface agricole utilisée moyenne par exploitation a augmenté, passant de 27 à 53 ha.

## Culture locale et patrimoine

### Lieux et monuments
- Église Notre Dame de Pitié de Réquista.
- Église Saint-Jean-Baptiste de l'Hôpital-Bellegarde.
- Église Saint-Martin de Combradet.
- Église Saint-Martin de Lebous.
- Église Saint-Sernin de Lincou.
- Chapelle Saint-Julien de Saint Julien
- Muséum galerie d'art du manoir de Lincou.

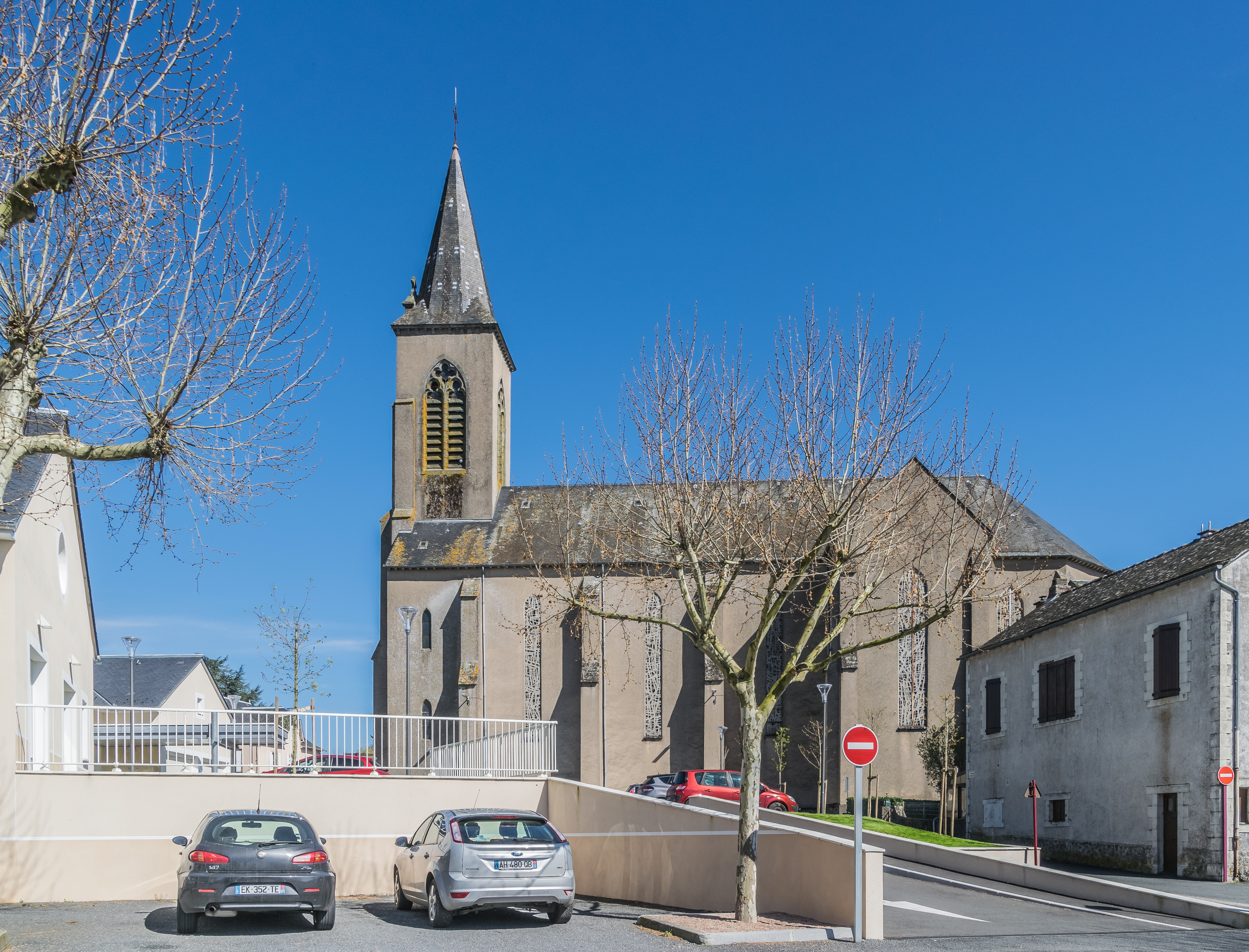
Église Notre-Dame de Pitié de Réquista
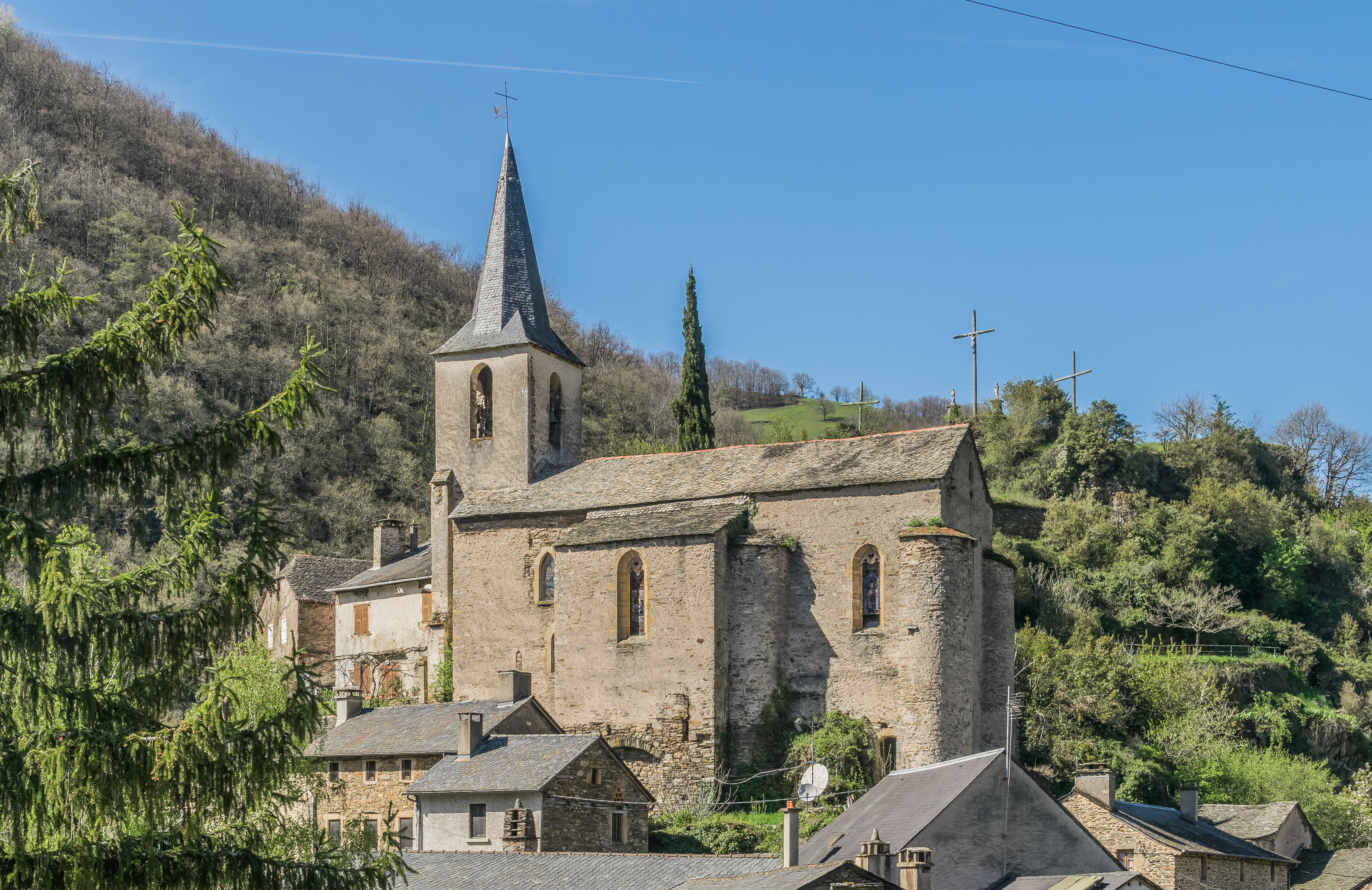
Église Saint-Sernin de Lincou
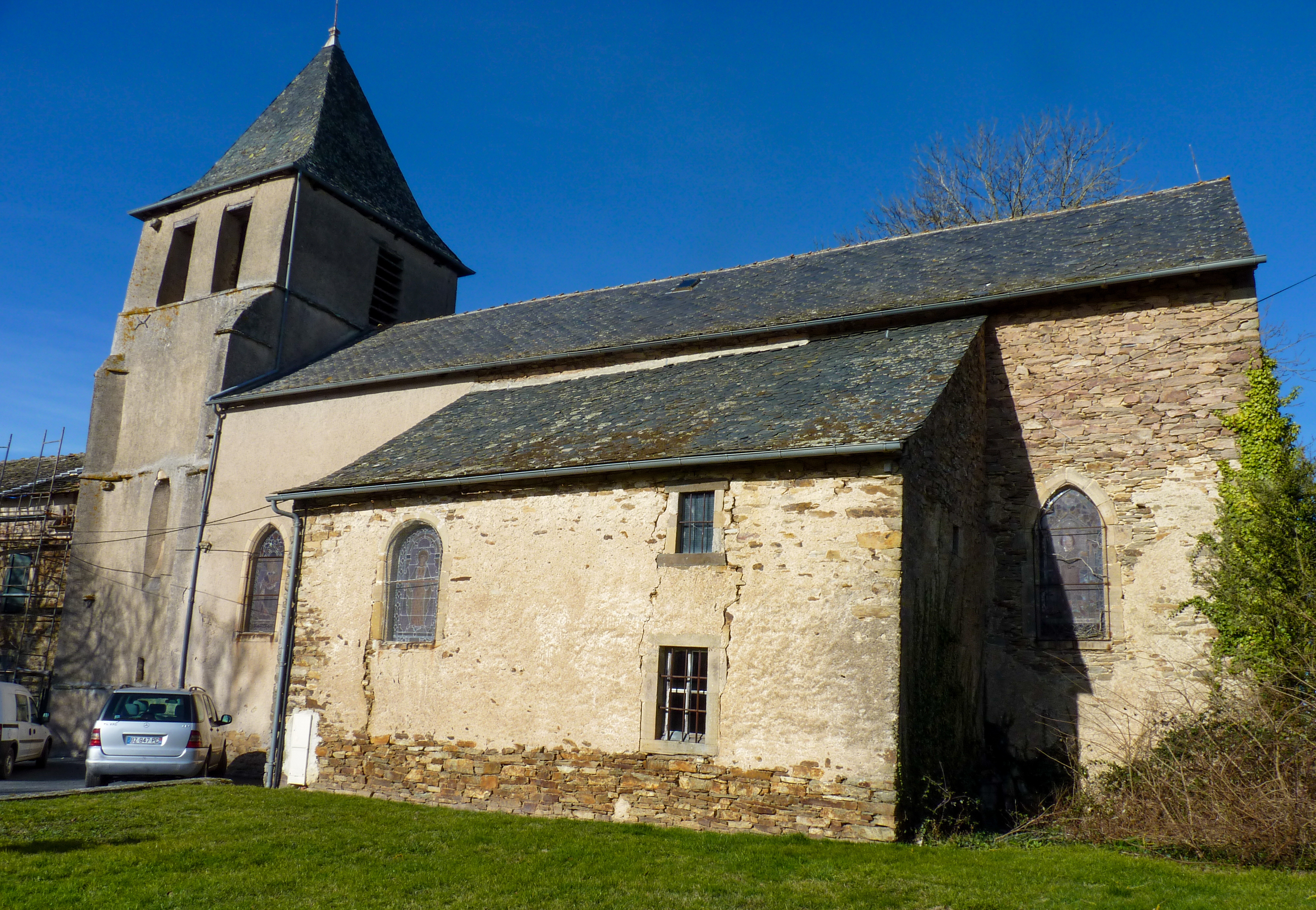
Chapelle Saint-Julien de Saint Julien

### Personnalités liées à la commune
- Prosper Boissonnade (1862-1935), historien français, est né à Réquista.
- Pierre Prion natif de Réquista (11 octobre 1687 - 5 septembre 1759), auteur d'une Chronologiette[25],[26] sur le village d'Aubais dans le Gard au XVIIIe siècle dont s'est inspiré Émile-Guillaume Léonard[27] pour son livre Mon village sous Louis XV[28] en 1941. Pierre Prion était le scribe de Charles de Baschi, marquis d'Aubais (1686-1777)[29]. Emmanuel Le Roy Ladurie et Orest Ranum ont publié un ouvrage sur ce personnage à partir de son manuscrit autobiographique retrouvé en 1977 : "Pierre Prion scribe" (Collection Archives Gallimard Julliard)[30].

### Héraldique
| Blason de la commune de Réquista | Les armes de la commune de Réquista se blasonnent ainsi : Parti : au 1er d'or au léopard lionné contourné de gueules, au 2e aussi d'or au lion de gueules, le tout sommé d'un chef de sable chargé de quatre flammes d'or. |